# Karl-Reinhard Seehausen
Karl-Reinhard Seehausen (* im Februar 1943 in Leipzig) ist ein deutscher Architekt, Denkmalschützer und Fachautor für Bauordnung und Baugenehmigungsverfahren.

## Werdegang
Seehausen studierte an der Technischen Hochschule Darmstadt Architektur und schloss das Studium 1970 mit dem akademischen Grad Diplom-Ingenieur ab. 1973 absolvierte er das 2. Staatsexamen und wurde im selben Jahr stellvertretender Amtsleiter des Bauaufsichtsamts in Kassel. 1974 baute er als Amtsleiter die Untere Denkmalschutzbehörde in Kassel auf, 1977 wechselte er ins Bauaufsichts- und Denkmalschutzamt des Schwalm-Eder-Kreises und wurde 1978 zum Baudirektor befördert. 1987 erfolgte ein Wechsel zum Landkreis Marburg-Biedenkopf mit zusätzlicher Aufgabe als Leiter der Abteilung Hochbau, 1989 erhielt er die Ernennung zum Leitenden Baudirektor, das Amt behielt er bis zur Altersteilzeit 2003.
Von 1978 bis 2003 war er Vorsitzender der Arbeitsgemeinschaft leitender kommunaler Baubediensteter in Nord- bzw. Mittelhessen. Bis 2008 war Seehausen Vertreter des Deutschen Landkreistags in der Arbeitsgruppe „Recht und Steuer“ des Deutschen Nationalkomitees für Denkmalschutz. Seehausen leistete Mitarbeit an mehreren Novellen der Hessischen Bauordnung und der Entwicklung der Vordrucke für Baugenehmigungsverfahren.
Seit 2003 ist er freier Sachverständiger für Bauordnung, Denkmalschutz und Baugenehmigungsverfahren sowie Gutachter zu Fragen des öffentlichen Baurechts und der denkmalschutzrechtlichen Zumutbarkeit.

## Lehrtätigkeiten (Auswahl)
- 1978–2003: Prüfer und Gruppenleiter beim Oberprüfungsamt für den höheren technischen Verwaltungsdienst
- 1984–2003: Lehraufträge zum öffentlichen Bau- und Denkmalschutzrecht an der Universität Kassel an den Fakultäten Architektur und Bauingenieurwesen
- 2003–2010: Honorarprofessor am Fachbereich Bauingenieurwesen an der Universität Kassel
- Fortbildungsveranstaltungen und Unterricht zum Bau- und Denkmalschutzrecht beim Fortbildungszentrum Fulda-Johannisberg, der Bundesfachschule des Deutschen Zimmererhandwerks, den Architektenkammern Hessen und Berlin, der Verwaltung Stiftung Preußische Schlösser und Gärten Berlin-Brandenburg in Potsdam

## Schriften (Auswahl)
- Denkmalschutz und Verwaltungspraxis. DVA, Stuttgart / München 2005, ISBN 978-3-421-03248-5.
- Baulasten. In: Architekten- und Stadtplanerkammer Hessen (Hrsg.): Erläuterungen und Mustertexte für Verpflichtungserklärungen nach der Hessischen Bauordnung. Frankfurt am Main 2003.
- Denkmalschutz in Hessen. Beck, Wiesbaden 1997, ISBN 978-3-86115-794-6.
- (mit Tom Engel): „… es wäre beinahe eingestürzt …“: Baugeschichte und Sanierung des Pallasgebäudes des Schlosses Biedenkopf. Kreisausschuss des Landkreises Marburg-Biedenkopf (Hrsg.). Marburg 1994.
- Vorläufiges Denkmalbuch des Schwalm-Eder-Kreises. Homberg 1978.

| Personendaten    | Personendaten                                                                                  |
| ---------------- | ---------------------------------------------------------------------------------------------- |
| NAME             | Seehausen, Karl-Reinhard                                                                       |
| KURZBESCHREIBUNG | deutscher Architekt, Denkmalschützer und Fachautor für Bauordnung und Baugenehmigungsverfahren |
| GEBURTSDATUM     | Februar 1943                                                                                   |
| GEBURTSORT       | Leipzig                                                                                        |